# 21e eeuw
De 21e eeuw (van de christelijke jaartelling) is de 21e periode van 100 jaar, dus bestaande uit de jaren 2001 tot en met 2100. De 21e eeuw is de eerste eeuw van het 3e millennium.

## Langjarige gebeurtenissen in de 21e eeuw

### Mondiaal
- Globalisering
- Europese vluchtelingencrisis – grote migratiestromen uit onder meer Syrië, Afghanistan en Somalië richting Europa.
- Terroristische aanslagen in New York en Washington (11 september 2001), in Madrid (11 maart 2004), op Bali (12 oktober 2002 en 1 oktober 2005), in Londen (7 juli 2005 en 21 juli 2005) en andere westerse doelen door islamistische jihadisten.
- In 2002 ging het Internationaal Strafhof van start in Den Haag. Oorlogsmisdaden en misdaden tegen de menselijkheid kunnen worden vervolgd en bestraft als de verdachten komen uit de aangesloten landen of als de Veiligheidsraad van de Verenigde Naties daarom vraagt. De meeste zaken van het Hof spelen zich af in Afrika, waardoor de weerstand in dat continent toeneemt. In juli 2019 wordt een vierde veroordeling uitgesproken, volgens velen een mager resultaat na zeventien jaar en vele miljoenen dollars aan onkosten.
- Coronapandemie – vanaf 2020 is er een wereldwijde verspreiding van de ziekte COVID-19, dit leidt tot zeer ingrijpende gevolgen voor de samenleving. De veroorzaker is SARS-CoV-2, een voor de mens nieuw coronavirus, vermoedelijk afkomstig uit een dierlijke gastheer.
- Opkomst van het populisme in de westerse wereld.
- Cybercrime gaat een grote rol spelen in het internetverkeer. Hackers plaatsen gijzelsoftware op een pc of de servers van een bedrijf, en eisen losgeld om de gijzeling op te heffen. Er zijn verdenkingen tegen staten die dit middel toepassen als drukmiddel in conflictsituaties.
- Er ontstaat tussen de landen van de wereld een run op zeldzame aardmaterialen, die veel toepassingen kent in veel technologieën. China ontwikkeld zich tot een economische grootmacht, omdat het de grootste voorraad van zeldzame aardmaterialen bezit in de wereld. Dit leidt ertoe dat de Verenigde Staten op gespannen voet ging leven met China.
- Vanwege het ongebreidelde kapitalisme neemt de economische ongelijkheid tussen rijk en arm toe.

### Europa
- In 2004 krijgt de Europese Unie er in één klap, tien nieuwe leden bij, in 2007 nog eens twee en in 2013 Kroatië als voorlopig laatste. Doordat in 2016 de Britten kiezen voor Brexit, schuift de Unie een stuk op naar het oosten. Naast een noord-zuid tegenstelling ontstaat er een oost-west antagonie, terwijl de besluitvorming in de raden en commissie van 27 leden hierdoor moeizamer verloopt.
- Ook de NAVO breidt uit naar het oosten met een aantal nieuwe leden die door het recente verleden zeer anti-Russisch gezind zijn. Rusland voelt zich bedreigd en trekt zich terug uit het geregeld overleg met de NAVO.
- De annexatie van de Krim door Rusland en de Oorlog in Oost-Oekraïne, die volgen op Euromaidan – de protesten in Oekraïne tegen de regering van president Viktor Janoekovytsj naar aanleiding van diens niet-ondertekening van het associatieovereenkomst tussen de Europese Unie en Oekraïne.
- Het Europees Hof voor de Rechten van de Mens velt in het begin van de 21e eeuw enkele opmerkelijke arresten, schijnbaar in het voordeel van criminelen en terreurverdachten. Dit leidt in de lidstaten, en met name in Groot-Brittannië, tot veel kritiek, en het afkalven van het draagvlak voor het Hof. In 2012 wordt, onder impuls van de Britten,  het principe van subsidiariteit en appreciatiemarge (van de lidstaten) expliciet in het Europees Verdrag voor de Rechten van de Mens ingeschreven. Vanaf 2010 blijkt het Hof zich dan ook terughoudender op te stellen, en minder gemakkelijk te oordelen tegen de nationale overheden. Ook de komst van enkele conservatievere rechters speelt hierin mee.

### Midden-Oosten
- Oorlog in Afghanistan (2001-2021)
- Irakoorlog (vanaf 2003)
- Arabische Lente (vanaf 2010):
  - Syrische Burgeroorlog (2011-heden)
- Terreurorganisatie Islamitische Staat (IS) breidt haar invloedssfeer uit richting (onder meer) Syrië (vanaf 2014) en pleegt aanslagen in Europa en elders
- Jemenitische Burgeroorlog (vanaf 2015)

### Afrika
- Afscheiding van Zuid-Soedan (2011)

### Azië
- De oorlog in Afghanistan onder de naam Operation Enduring Freedom begint in oktober 2001, als de legers van de Verenigde Staten en hun bondgenoten de Talibanregering in Afghanistan aanvallen. Dit is een direct gevolg van de aanslagen van 11 september op meerdere doelen in de Verenigde Staten. Achter de aanslagen zit Al Qaida. Het Taliban-regime in Afghanistan biedt een thuis aan deze organisatie. 
  - Het Taliban-regime is vrij snel verslagen, hoewel Osama bin Laden, de leider van Al Qaida, weet te ontsnappen. Onder leiding van Hamid Karzai wordt een nieuwe Afghaanse regering geïnstalleerd en een nieuwe grondwet opgesteld. Meer dan 5 miljoen vluchtelingen keren terug naar hun woonplaats.
  - De verdreven strijders van de Taliban proberen jarenlang het nieuwe bewind omver te werpen vanuit hun basis in Pakistan, na de vernietiging van hun bolwerken in Afghanistan. Hierdoor blijven de gevechtshandelingen veel langer duren dan aanvankelijk was voorzien. Ook de dood van Bin Laden in mei 2011 maakt geen einde aan de gevechten.
  - De leiders van de NAVO-landen kiezen in 2012 voor een strategie die erop gericht is het land binnen een paar jaar te verlaten, waarna het Afghaanse leger en de Afghaanse politie de taken van de coalitietroepen volledig moeten overnemen. Als de Taliban vervolgens grote delen van het land herovert, sluit president Trump buiten de Afghaanse regering om een akkoord om het land te verlaten. De bondgenoten volgen, en op 1 mei 2021 begint de westerse aftocht. Het land wordt binnen een paar maanden weer volledig overgenomen door de Taliban.
- Na demonstraties en rellen in 2019, wordt de de facto democratie in HongKong afgeschaft.

## Innovatie

### Wetenschap
- De bestudering van supernova's toont het bestaan van een verschijnsel als donkere energie aan.
- Er worden steeds meer exoplaneten ontdekt. Een zoektocht naar een exoplaneet in de bewoonbare zone begint.
- In 2004 wordt het bestaan van grafeen aangetoond, waarna de ontwikkeling van 2D materialen begint.
- Verschillende ruimtesondes worden naar de planeet Mars gestuurd om het oppervlak ervan te onderzoeken.
- In 2012 wordt met de Large Hadron Collider het bestaan van het Higgsboson aangetoond.
- De door Albert Einstein voorspelde zwaartekrachtgolven worden voor het eerst ontdekt door de LIGO-detector in 2015. Dit opende de mogelijkheid om op een nieuwe manier het heelal te bestuderen.

### Technologie
- Snelle groei van internet en andere digitale netwerken; de opkomst van laptops, smartphones, tabletcomputers en USB-technologie.
- Verschillende innovaties op het internet zoals zoekmachines, sociale media, navigatiesystemen, videoconferentiesystemen. Verdere ontwikkeling van cloud computing en dataopslag in de cloud, van big data.
- De introductie van de 3D-printer in de industrie en voor thuisgebruik.
- De technologische ontwikkeling van de kwantumcomputer begint aan het begin van de 21e eeuw. Daarmee komt ook het kwantuminternet in zicht.
- In 2000 introduceert het bedrijf Honda de ASIMO, de eerste humanoïde robot. Het bedrijf Boston Dynamics specialiseert zich in lopende robots.
- Drones worden ontwikkeld en worden gebruikt voor een variëteit aan toepassingen, met name voor de industrie en voor militaire doeleinden.
- Kunstmatige intelligentie kent steeds meer toepassingen in de industrie. Met deze technologie worden ook chatbots zoals ChatGPT ontwikkeld op het internet, die door steeds meer mensen gebruikt worden.
- Als gevolg van de kredietcrisis in 2008, publiceert Satoshi Nakamoto het Bitcoin whitepaper. Waarna een scala aan cryptomunten worden gelanceerd, waaronder ook Ethereum, en litecoin.
- Autobedrijven zoals Tesla, Inc. beginnen met de grootschalige productie van de elektrische auto, die door steeds meer mensen worden gebruikt. In reactie daarop komen er steeds meer elektrische oplaadpunten beschikbaar.
- Het bedrijf SpaceX wordt opgericht door Elon Musk, dat voorziet in de behoefte van satellietlanceringen van verschillende landen.
- Computerchips zitten in steeds meer elektrische apparaten en systemen verwerkt (huishoudelijk, auto's, communicatie, bedrijven, militair, ziekenhuis), waardoor het belang van de productie van voldoende computerchips voor veel landen groot wordt. Dit zorgt ervoor, dat het Nederlandse bedrijf ASML een wereldspeler wordt bij de productie van fotolithografiemachines, waarmee computerchips geproduceerd kunnen worden.

### Gezondheidszorg
- Het aantal dodelijke gevallen van malaria wordt met ruim 60% teruggedrongen. In 2017 komt een vaccin op de markt.[1]
- In 2019 is er in China een uitbraak van COVID-19, veroorzaakt door het coronavirus SARS-CoV-2. Het virus verspreidt zich en leidt tot een pandemie waarbij honderden miljoenen mensen over de gehele wereld besmet raken. In reactie daarop worden er in korte tijd verschillende coronavaccins ontwikkeld door meerdere landen om de pandemie te stoppen. Dit blijkt effectief te werken, wat mondiaal het besef van de noodzaak van de snelle ontwikkeling vaccins aanwakkert.
- Opkomst van de weefseltechnologie. De stamceltherapie, kweekvlees en het 3D-printen van organen doen hun intrede.

## Ruimtelijke ontwikkeling

### Stad en land
- Aan het begin van de 21e eeuw worden woningen alsmaar duurder. Ten gevolge van de stikstofcrisis mogen er minder woningen worden gebouwd. Er ontstaat een hardnekkige woningnood. Hiertegen vinden in 2021 de eerste protesten plaats.
- Op de daken van steeds meer huizen en gebouwen worden er zonnepanelen geplaatst. Omdat dit leidt tot een reductie van de CO2-emissie, wordt het door regeringen gesubsidieerd.
- Om te voldoen aan milieuverdragen worden er steeds meer windmolenparken aangelegd. Voor het eerst worden er windmolenparken op zee gebouwd.
- Na de overstromingen en andere wateroverlast in de laatste decennia van de 20e eeuw is men zich gaan bezinnen op de aanpak van waterbeheer. De voorziene klimaatverandering zou een ander beheer vereisen, omdat de grotere regenval op sommige momenten tot een zodanige peilverhoging van rivieren zou kunnen leiden dat overstromingen onvermijdelijk worden. Om het water op te vangen worden er op verschillende plaatsen in Nederland gebieden aangewezen die permanent of tijdelijk als opvanggebied van water kunnen dienen. In het begin van de 21e eeuw zijn verscheidene van deze waterbergingen aangelegd.

### Natuur en milieu
- Dankzij beschermingsmaatregelen herstellen zich populaties van toppredatoren als de wolf, de Iberische lynx en de Siberische tijger. Maar over het algemeen raakt de fauna over de wereld steeds meer in het nauw door de menselijke overbevolking.
- Sterke terugloop van het aantal weidevogels in Nederland, vooral als gevolg van de verdroging van het landschap. Voor de zware landbouwmachines wordt de grondwaterstand laag gehouden, waardoor drassige weilanden schaars worden.
- Klimaatverandering door de opwarming van de Aarde krijgt meer aandacht. In 2015 sluiten alle leden van de Verenigde Naties het Akkoord van Parijs, een bindend akkoord met als doel de wereldwijde temperatuurstijging te beperken tot ver onder de twee graden.
- Sinds 2000 is de plasticsoep in de oceanen het onderwerp van wetenschappelijke studie. Ook wordt het gebied vaak in de media genoemd als een voorbeeld van zeevervuiling.

## Economische ontwikkelingen

### Sociaal-economisch
- Internationale kredietcrisis (vanaf 2007)
- Europese staatsschuldencrisis (vanaf 2008)
- Vanaf 2000 wordt nagedacht over de naderende vergrijzing. Er worden maatregelen getroffen om het gebruik van vervroegde uittreding (VUT) en prepensioen te beperken. Tijdens de kredietcrisis verslechtert de financiële huishouding van de Europese landen zo sterk, dat de historische pensioenleeftijd van 65 jaar moet worden losgelaten. Dit leidt tot veel onrust en protest, vooral onder degenen met de fysiek zwaarste beroepen.

### Arbeid en bedrijven
- De verdere toename van de export van productie en werkgelegenheid naar lagelonenlanden.
- Toename van de economische ongelijkheid door de exorbitante stijging van managerssalarissen en de bonuscultuur. Om dit tegen te gaan werd in Nederland in 2013 de Balkenendenorm ingevoerd.
- Vanwege de innovaties in de informatietechnologie werd telewerken vanuit huis steeds meer populair. Met name tijdens de coronapandemie zagen zowel werkgevers als werknemers het belang hiervan in.

## Maatschappij

### Belangrijke maatschappelijke ontwikkelingen
- Het internet ontwikkelt zich van digitale infrastructuur voor wetenschappelijke instellingen tot een communicatieplatform van miljarden mensen. E-mail wordt de gangbare vorm van postuitwisseling, streaming van audio (Spotify) en video (Netflix gaan het medialandschap beheersen. Wikipedia maakt de papieren encyclopedie overbodig. Het gebruik van internet leidt wel tot ontlezing en kan leiden tot internetverslaving.
- Het woke-denken vat post op Amerikaanse universiteiten als gevolg van een groeiend bewustzijn van racisme en sociale ongelijkheid. Gebeurtenissen zoals de dood van Michael Brown (2014) en George Floyd (2020) en de opkomst van de Black Lives Matter-beweging hebben deze ontwikkeling verder versterkt.

## Cultuur

### Amusement
- Toepassing van digitale animatie in films en tv-series werd standaard, omdat het de productiekosten flink kan drukken.
- De opkomst van streaming media zoals Netflix, Disney+ en YouTube.

## Oorlog
- De Russische invasie van Oekraïne begint op 24 februari 2022. De invasie is het gevolg van het al langer durende Russisch-Oekraïens conflict tussen Rusland en Oekraïne. De oorlog veroorzaakt een stroom van Oekraïense vluchtelingen.
- De Oorlog Hamas-Israël is een escalatie van het Israëlisch-Palestijns conflict die begon op 7 oktober 2023 en zich ontwikkelde tot een Israëlische militaire invasie in de Gazastrook.

## Overzichten van de 21e eeuw
- Schilderkunst

## Grote natuurrampen in de 21e eeuw
- Zeebeving Indische Oceaan (2004)
- Orkaan Katrina (2005)
- Aardbeving in Haïti (2010)
- Olieramp in de Golf van Mexico (2010)
- Aardbeving met tsunami in Japan, met meltdown van kernreactors in Fukushima (2011)
- Aardbevingen in Nepal (2015)
- Orkaan Irma (2017)
- Aardbeving Turkije-Syrië (2023)

## Belangrijke personen in de 21e eeuw

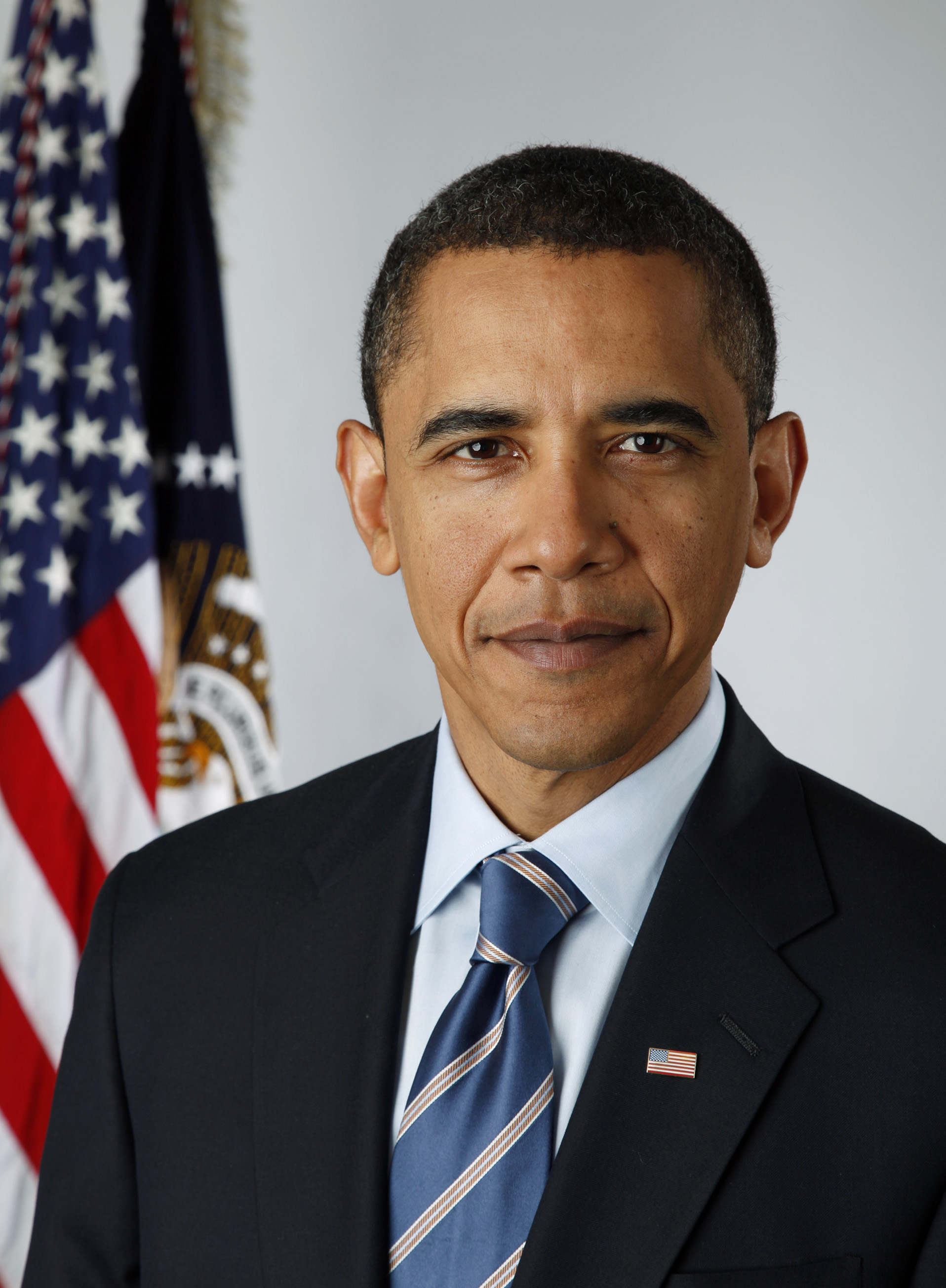
Barack Obama, de 'eerste zwarte president' van de Verenigde Staten

### Politiek, religie en maatschappij
- George W. Bush - president van de Verenigde Staten van Amerika van 2001 tot 2009
- Barack Obama - president van de Verenigde Staten van Amerika van 2009 tot 2017
- Donald Trump - president van de Verenigde Staten van Amerika van 2017 tot 2021
- Joe Biden - president van de Verenigde Staten van Amerika sinds 2021
- Herman Van Rompuy - voorzitter van de Europese Raad van 2009 tot 2014
- Donald Tusk - voorzitter van de Europese Raad sinds 2014
- Kofi Annan - secretaris-generaal van de Verenigde Naties van 1997 tot en met 2006
- Ban Ki-moon - secretaris-generaal van de Verenigde Naties van 2007 tot en met 2016
- António Guterres - secretaris-generaal van de Verenigde Naties sinds 2017
- José Manuel Barroso - voorzitter van de Europese Commissie van 2004 tot 2014
- Jean-Claude Juncker - voorzitter van de Europese Commissie 2014 tot 2019
- Ursula von der Leyen - voorzitter van de Europese Commissie sinds 2019
- Saddam Hoessein - president van Irak tot 2003
- Hu Jintao - president van de Volksrepubliek China van 2003 tot 2013
- Xi Jinping - president van de Volksrepubliek China sinds 2013
- Angela Merkel - bondskanselier van Duitsland van 2005 tot 2021
- Olaf Scholz - bondskanselier van Duitsland sinds 2021
- Nicolas Sarkozy - president van Frankrijk van 2007 tot 2012
- François Hollande - president van Frankrijk van 2012 tot 2017
- Emmanuel Macron - president van Frankrijk sinds 2017
- Vladimir Poetin - president van de Russische Federatie tot 2008 en sinds 2012, premier in de periode 2008-2012
- Recep Tayyip Erdoğan - president van Turkije sinds 2014
- Benjamin Netanyahu - premier van Israël van 2009 tot 2021 (eerder al van 1996-1999)
- Osama bin Laden - terrorist uit Saoedi-Arabië, verantwoordelijk voor de aanslagen op 11 september 2001
- Abu Bakr al-Baghdadi - leider van de terreurbeweging Islamitische Staat
- Kim Jong-il - dictator van Noord-Korea, van 1994 tot 2011
- Kim Jong-un - dictator van Noord-Korea sinds 2011
- Bashar al-Assad - president van Syrië sinds 2000
- Benedictus XVI - paus van de Rooms-Katholieke Kerk van 2005 tot 2013
- Franciscus - paus van de Rooms-Katholieke Kerk sinds 2013
- Boris Johnson - minister-president van het Verenigd Koninkrijk van 2019 tot 2022
- Narendra Modi - minister-president van India sinds 2014

#### In Nederland
- Jan Peter Balkenende - minister-president van 2002 tot 2010
- Mark Rutte - minister-president van 2010 tot 2024
- Beatrix der Nederlanden - Koningin der Nederlanden van 1980 tot 2013
- Willem-Alexander der Nederlanden - Koning der Nederlanden sinds 2013
- Pim Fortuyn - Nederlandse politicus

#### In België
- Albert II van België - Koning der Belgen van 1993 tot 2013
- Filip van België - Koning der Belgen sinds 2013
- Guy Verhofstadt - premier van België van 1999 tot 2008
- Herman Van Rompuy - premier van 2008 tot 2009
- Elio Di Rupo - premier van 2011 tot 2014
- Charles Michel - premier sinds 2014 tot 2019

### Technologie
- Steve Jobs - oprichter van Apple Inc.
- Bill Gates - oprichter van Microsoft
- Mark Zuckerberg - oprichter van Facebook
- Elon Musk - oprichter van PayPal, Tesla, Inc., SpaceX, The Boring Company en Neuralink,
- Jeff Bezos - oprichter van Amazon.com
- Jack Ma - oprichter van de Alibaba Group

<< · 2000-2009 · 2010-2019 · 2020-2029 · 2030-2039 · 2040-2049 · 2050-2059 · 2060-2069 · 2070-2079 · 2080-2089 · 2090-2099 · >>
<< · 21e · 22e · 23e · ...